# Parigi-Tours Espoirs 2006
La Parigi-Tours Espoirs 2006, sessantaquattresima edizione della corsa e valida come evento dell'UCI Europe Tour 2006, riservata agli Under 23, si svolse l'8 ottobre 2006 su un percorso di 185 km. Fu vinta dall'olandese Huub Duyn che giunse al traguardo con il tempo di 4h11'12", alla media di 44,188 km/h.
Al traguardo 147 ciclisti portarono a termine il percorso.

## Ordine d'arrivo (Top 10)
| Pos. | Corridore           | Squadra        | Tempo    |
| ---- | ------------------- | -------------- | -------- |
| 1    | Huub Duyn           | Rabobank Cont. | 4h11'12" |
| 2    | Greg Van Avermaet   | Bodysol        | s.t.     |
| 3    | Stijn Neirynck      | Beveren 2000   | s.t.     |
| 4    | Jos van Emden       | Rabobank Cont. | s.t.     |
| 5    | Tom Leezer          | Rabobank Cont. | s.t.     |
| 6    | Stefan Trafelet     | Svizzera       | a 45"    |
| 7    | Vincent Graczyk     | Chateauroux    | a 48"    |
| 8    | Evgenij Popov       | Rabobank Cont. | a 1'09"  |
| 9    | Yannick Marie       | Sud Gascogne   | s.t.     |
| 10   | Guillaume Bonnafond | Chambéry       | s.t.     |